# Суспільний прошарок
Суспі́льний про́шарок — частина суспільного класу, яка вирізняється в його межах якимось ознаками; соціальна група або кілька груп, що пов'язані між собою; соціальна верства; група людей, що відрізняється з-поміж загалу за якими-небудь ознаками.
Суспільний прошарок може бути частиною великого соціального шару або  вживатись як його синонім.
Поняття С.П. часто вживається в суспільствознавстві, публіцистиці, а також в художній літературі.
В науці воно має вжиток в соціології та соціальній історії, а саме в їх підрозділах, що мають справу с структурою суспільства - в соціальній стратифікації.
Як таке, що близько стоїть до науки поняття прошарок іноді вживалося в так званому марксистсько-ленінському суспільствознавстві. Так, на відміну від повноцінних класів робітників та селян, суспільним прошарком в марксизмі-ленінізмі вважалася інтелігенція.

## Виноски
1. ↑  Див.: Історичний матеріалізм, Науковий комунізм